# Englische Badmintonmeisterschaft 1981
Die Englische Badmintonmeisterschaft 1981 fand bereits vom 12. bis zum 14. Dezember 1980  im Coventry S.C. in Coventry statt. Es war die 18. Austragung der nationalen Titelkämpfe von England im Badminton.	

## Titelträger
| Disziplin    | Gold                        | Silber                   |
| ------------ | --------------------------- | ------------------------ |
| Herreneinzel | Ray Stevens                 | Kevin Jolly              |
| Dameneinzel  | Gillian Gilks               | Jane Webster             |
| Herrendoppel | Ray Stevens Mike Tredgett   | Martin Dew Ray Rofe      |
| Damendoppel  | Karen Bridge Barbara Sutton | Karen Chapman Nora Perry |
| Mixed        | Mike Tredgett Nora Perry    | David Eddy Gillian Gilks |

## Finalresultate
| Disziplin    | Sieger                      | Finalist                 | Ergebnis            |
| ------------ | --------------------------- | ------------------------ | ------------------- |
| Herreneinzel | Ray Stevens                 | Kevin Jolly              | 15–10, 18–14        |
| Dameneinzel  | Gillian Gilks               | Jane Webster             | 5–11, 11–7, 11–5    |
| Herrendoppel | Ray Stevens Mike Tredgett   | Martin Dew Ray Rofe      | 15–6, 15–7          |
| Damendoppel  | Karen Bridge Barbara Sutton | Nora Perry Karen Chapman | 10–15, 15–12, 18–13 |
| Mixed        | Mike Tredgett Nora Perry    | David Eddy Gillian Gilks | 18–14, 15–10        |